# کوپر لیک (ریزپردازنده)
کوپر لِیک (انگلیسی: Cooper Lake) نام رمز اینتل برای سومین نسل از خانواده پردازنده‌های مقیاس پذیر زئون است؛ که به عنوان جایگزین کسکید لیک توسعه یافته‌است. پردازنده‌های کوپر لیک، بخش 4S و 8S در بازار سرورها را هدف قرار می‌دهد؛ در حالی که آیس لیک سری SP در بخش‌های 1S و 2S این بازار به کار گرفته می‌شود.

## امکانات
کوپر لیک در ۱۸ ژوئن ۲۰۲۰ عرضه شده و تا حداکثر ۲۸ هسته دارد. جدا از چند تغییر اندک ریزمعماری، ریزمعماری کوپر لیک بیشتر شبیه به اسکای لیک است. کوپر لیک قادر به پشتیبانی از حافظه‌های سریعتری می‌باشد (DDR4-3200 نسبت به DDR4-2933). همچنین از نسل دوم حافظه‌های اینتل اپتین پشتیبانی می‌کند و ارتباطات UPI را نسبت به کسکید دو برابر می‌کند. کوپر لیک اولین پردازنده اکس۸۶ است که از مجموعه دستورالعمل‌های bfloat16 پشتیبانی می‌کند. bfloat16 بخشی از برنامه توسعه تقویت یادگیری عمیق شرکت اینتل است.

### بهبودها
- دستورالعمل جدید bfloat16
- پشتیبانی از حداکثر ۱۲ DIMM حافظه DDR4 در هر سوکت CPU
- Xeon Platinum از حداکثر هشت سوکت، Xeon Gold از حداکثر چهار سوکت و Xeon Silver و Bronze تا دو سوکت را پشتیبانی می‌کنند
- در سری H: پشتیبانی از حداکثر ۱٫۱۲ ترابایت حافظه DDR4 در هر سوکت
- در سری HL: پشتیبانی از گروه حافظه‌های DDR بزرگ (تا ۴٫۵ ترابایت)[۶]

## لیست پردازنده‌های کوپر لیک

### Xeon Gold (چهار پردازنده ای)
| شماره مدل        | شماره مشخصه  | هسته‌ها (رشته‌ها) | سرعت کلاک CPU | سرعت کلاک در حالت Turbo (همه هسته ها/دو هسته/ماکسیمم ۳ هسته) | کشL2           | کش L3         | توان طراحی گرمایی | سوکت     | گذرگاهورودی خروجی | حافظه        | تاریخ عرضه     | شماره قطعه        | قیمت در زمان عرضه |
| ---------------- | ------------ | --------------- | ------------- | ------------------------------------------------------------ | -------------- | ------------- | ----------------- | -------- | ----------------- | ------------ | -------------- | ----------------- | ----------------- |
| Xeon Gold 5318H  | SRJY3 (A1)   | ۱۸ (۳۶)         | ۲٫۵ گیگاهرتز  | ?/۳٫۸ گیگاهرتز                                               | ۱۸ × ۱ مگابایت | ۲۴٫۷۵ مگابایت | ۱۵۰ وات           | LGA 4189 | ۶× 10.4 GT/s UPI  | ۶× DDR4-2666 | ۱۸ ژوئن ۲۰۲۰   | CD8070604481600   | $۱۲۷۳             |
| Xeon Gold 5320H  | - SRJY1 (A1) | ۲۰ (۴۰)         | ۲٫۴ گیگاهرتز  | ?/۴٫۲ گیگاهرتز                                               | ۲۰ × ۱ مگابایت | ۲۷٫۵ مگابایت  | 150 وات           | LGA 4189 | ۶× 10.4 GT/s UPI  | ۶× DDR4-2666 | ۱۸ ژوئن ۲۰۲۰   | - CD8070604481501 | $۱۵۵۵             |
| Xeon Gold 6328H  | - SRJXY (A1) | ۱۶ (۳۲)         | ۲٫۸ گیگاهرتز  | ?/۴٫۳ گیگاهرتز                                               | ۱۶ × ۱ مگابایت | ۲۲ مگابایت    | 165 وات           | LGA 4189 | ۶× 10.4 GT/s UPI  | ۶× DDR4-2933 | ۱۸ ژوئن ۲۰۲۰   | - CD8070604481201 | $۱۷۷۶             |
| Xeon Gold 6328HL | - SRJXZ (A1) | ۱۶ (۳۲)         | ۲٫۸ گیگاهرتز  | ?/۴٫۳ گیگاهرتز                                               | ۱۶ × ۱ مگابایت | ۲۲ مگابایت    | 165 وات           | LGA 4189 | ۶× 10.4 GT/s UPI  | ۶× DDR4-2933 | ۱۸ ژوئن ۲۰۲۰   | - CD8070604481301 | $۴۷۷۹             |
| Xeon Gold 6330H  | - SRK5A (A1) | ۲۴ (۴۸)         | ۲ گیگاهرتز    | ?/۳٫۷ گیگاهرتز                                               | ۲۴ × ۱ مگابایت | ۳۳ مگابایت    | 150 وات           | LGA 4189 | ۶× 10.4 GT/s UPI  | ۶× DDR4-2933 | ۱ سپتامبر ۲۰۲۰ | - CD8070604560002 | $۱۸۹۴             |
| Xeon Gold 6348H  | - SRJXX (A1) | ۲۴ (۴۸)         | ۲٫۳ گیگاهرتز  | ?/۴٫۲ گیگاهرتز                                               | ۲۴ × ۱ مگابایت | ۳۳ مگابایت    | 165 وات           | LGA 4189 | ۶× 10.4 GT/s UPI  | ۶× DDR4-2933 | ۱۸ ژوئن ۲۰۲۰   | - CD8070604481101 | $۲۷۰۰             |

### Xeon Platinum (هشت پردازنده ای)
| شماره مدل            | شماره مشخصه  | هسته‌ها (رشته‌ها) | سرعت کلاک CPU | سرعت کلاک در حالت Turbo (همه هسته ها/دو هسته/ماکسیمم ۳ هسته) | کشL2           | کش L3         | توان طراحی گرمایی | سوکت     | گذرگاهورودی خروجی | حافظه        | تاریخ عرضه     | شماره قطعه        | قیمت در زمان عرضه |
| -------------------- | ------------ | --------------- | ------------- | ------------------------------------------------------------ | -------------- | ------------- | ----------------- | -------- | ----------------- | ------------ | -------------- | ----------------- | ----------------- |
| Xeon Platinum 8353H  | SRJY2 (A1)   | ۱۸ (۳۶)         | ۲٫۵ گیگاهرتز  | ?/۳٫۸ گیگاهرتز                                               | ۱۸ × ۱ مگابایت | ۲۴٫۷۵ مگابایت | ۱۵۰ وات           | LGA 4189 | ۶× 10.4 GT/s UPI  | ۶× DDR4-3200 | ۱۸ ژوئن ۲۰۲۰   | CD8070604481601   | $۳۰۰۳             |
| Xeon Platinum 8354H  | - SRK5Y (A1) | ۱۸ (۳۶)         | ۳٫۱ گیگاهرتز  | ?/۴٫۳ گیگاهرتز                                               | ۱۸ × ۱ مگابایت | ۲۴٫۷۵ مگابایت | 205 وات           | LGA 4189 | ۶× 10.4 GT/s UPI  | ۶× DDR4-3200 | ۱۸ ژوئن ۲۰۲۰   | - CD8070604481002 | $۳۵۰۰             |
| Xeon Platinum 8356H  | - SRK57 (A1) | ۸ (۱۶)          | ۳٫۹ گیگاهرتز  | ?/۴٫۴ گیگاهرتز                                               | ۸ × ۱ مگابایت  | ۳۵٫۷۵ مگابایت | 190 وات           | LGA 4189 | ۶× 10.4 GT/s UPI  | ۶× DDR4-2933 | ۱ سپتامبر ۲۰۲۰ | - CD8070604559701 | $۳۴۰۰             |
| Xeon Platinum 8360H  | - SRK59 (A1) | ۲۴ (۴۸)         | ۳ گیگاهرتز    | ?/۴٫۲ گیگاهرتز                                               | ۲۴ × ۱ مگابایت | ۳۳ مگابایت    | 225 وات           | LGA 4189 | ۶× 10.4 GT/s UPI  | ۶× DDR4-3200 | ۱ سپتامبر ۲۰۲۰ | - CD8070604559900 | $۴۲۰۰             |
| Xeon Platinum 8360HL | - SRK58 (A1) | ۲۴ (۴۸)         | ۳ گیگاهرتز    | ?/۴٫۲ گیگاهرتز                                               | ۲۴ × ۱ مگابایت | ۳۳ مگابایت    | 225 وات           | LGA 4189 | ۶× 10.4 GT/s UPI  | ۶× DDR4-3200 | ۱ سپتامبر ۲۰۲۰ | - CD8070604559801 | $۷۲۰۳             |
| Xeon Platinum 8376H  | - SRJXS (A1) | ۲۸ (۵۶)         | ۲٫۶ گیگاهرتز  | ?/۴٫۳ گیگاهرتز                                               | ۲۸ × ۱ مگابایت | ۳۸٫۵ مگابایت  | 205 وات           | LGA 4189 | ۶× 10.4 GT/s UPI  | ۶× DDR4-3200 | ۱۸ ژوئن ۲۰۲۰   | - CD8070604480501 | $۸۷۱۹             |
| Xeon Platinum 8376HL | - SRJXT (A1) | ۲۸ (۵۶)         | ۲٫۶ گیگاهرتز  | ?/۴٫۳ گیگاهرتز                                               | ۲۸ × ۱ مگابایت | ۳۸٫۵ مگابایت  | 205 وات           | LGA 4189 | ۶× 10.4 GT/s UPI  | ۶× DDR4-3200 | ۱۸ ژوئن ۲۰۲۰   | - CD8070604480601 | $۱۱٬۷۲۲           |
| Xeon Platinum 8380H  | - SRJXQ (A1) | ۲۸ (۵۶)         | ۲٫۹ گیگاهرتز  | ?/۴٫۳ گیگاهرتز                                               | ۲۸ × ۱ مگابایت | ۳۸٫۵ مگابایت  | 250 وات           | LGA 4189 | ۶× 10.4 GT/s UPI  | ۶× DDR4-3200 | ۱۸ ژوئن ۲۰۲۰   | - CD8070604480301 | $۱۰٬۰۰۹           |
| Xeon Platinum 8380HL | - SRJXR (A1) | ۲۸ (۵۶)         | ۲٫۹ گیگاهرتز  | ?/۴٫۳ گیگاهرتز                                               | ۲۸ × ۱ مگابایت | ۳۸٫۵ مگابایت  | 250 وات           | LGA 4189 | ۶× 10.4 GT/s UPI  | ۶× DDR4-3200 | ۱۸ ژوئن ۲۰۲۰   | - CD8070604480401 | $۱۳٬۰۱۲           |